# CFE-01
CFE-01は、日通工が開発した、DDIポケット/ウィルコム向けコンパクトフラッシュ形データ通信端末製品である。

## 概要
このデータ端末は、コンパクトフラッシュ型 Type2端末である。本体の色調は白と水色を採用している。
PCカードスロットが有る端末では、付属のアダプターを使って通信する事が出来る。
通信形式は、PIAFS（64k・32k）に対応している。この端末の販売直後に開始されたAirH"（AIR-EDGE）サービスには対応していない。
この端末は、2001年度グッドデザイン賞商品デザイン部門を受賞している。
この機種には、「Two LINK DATA」対応姉妹機のCFE-01/TDがある。

## 仕様
- 対応OS（各日本語版）
  - Microsoft Windows 95
  - Microsoft Windows 98
  - Microsoft Windows Millennium Edition
  - Microsoft Windows 2000
  - Microsoft Windows XP
  - Classic Mac OS 8.5 / 8.5.1 / 8.6 / 9.0 / 9.0.4 / 9.1 / 9.2 / 9.2.1 / 9.2.2

## 歴史
- 2001年4月5日 - 販売予定である事を発表。
- 2001年4月13日 - JATE（財団法人電気通信端末機器審査協会）による審査を通過（認定番号:A01-0276JP）。
- 2001年4月20日 - 技術基準適合証明 (TELEC) の審査を通過（証明記号 - JZAD0003）。
- 2001年5月11日 - 発売開始。